# Nariva (schip, 1920)
De Nariva was een Brits stoomvrachtschip dat in de Tweede Wereldoorlog door een Duitse onderzeeboot U-600 tot zinken is gebracht.

## Geschiedenis
De 8.714 ton metende Navira werd in 1920 gebouwd door A. Stephen & Sons Ltd, Linthouse, Glasgow, Schotland. De eigenaar was Royal Mail Lines Ltd, Londen, met Southampton als thuishaven. Haar reisroute, samen met konvooi HX-229 was vanuit Buenos Aires, Argentinië - New York op 8 maart 1943 naar Swansea, Wales, met 5.600 ton gekoelde levensmiddelen. Het schip had een 94-koppige bemanning aan boord.

## De aanval
Om 5.56 uur op 17 maart 1943, lanceerde de U-600 van Korvkpt. Bernhard Zurmühlen een spreidschot van vier FAT-torpedo's af op het konvooi HX-229, ten zuidoosten van Kaap Vaarwel en namen op het midships van de Navira een doffe klap waar en twee op de Irénée Du Pont die daardoor in brand vloog. Een latere doffe ontploffing werd onder water gehoord, en dit was de treffer op de Southern Princess, een walvisvaarder, die eveneens in brand vloog en tijdens de loop van de ochtend naar de oceaanbodem zonk. Om 05.58 uur werd een sterntorpedo afgevuurd. Dat werd opgemerkt vanaf een ander vrachtschip, die zag dat de Southern Princess, midscheeps en fataal werd geraakt, die haar al na 10 minuten liet zinken, maar dit kon niet uit geallieerde bronnen worden bevestigd.
Deze bevestigingen waren voor de U-boten, met hun torpedotreffers, ook te raden, omdat ze na het afvuren van hun doelzoekende FAT-torpedo's moesten wegduiken om zelf niet het slachtoffer te worden van hun eigen doelzoekende torpedo's. Na de doffe klappen konden ze voorzichtig op periscoopdiepte komen, nadat de geruispeiler geen nog lopende torpedo's waarnam. Dan pas konden de U-bootcommandanten hun 'resultaten' bekijken. Ze beweerden allen dat zij de schepen hadden geraakt en gekelderd, al konden ze dat niet met zekerheid bevestigen. Het grote konvooi HX-229 werd immers aan beide zijden aangevallen en doorschietende torpedo's en tevens missers, waren eveneens gevaarlijk voor de aan de andere kant opererende Duitse onderzeeërs, die net onder het wateroppervlak voeren.
Om 08.39 uur dezelfde dag, vuurde de U-91 onder commando van Kptlt. Heinz Walkerling, een spreidschot van drie torpedo's af op sommige schepen die achteraan het konvooi in brand stonden en namen nota's van twee torpedotreffers, op een nog varend vrachtschip en een andere op een brandend gestopt liggend vrachtschip. Deze ontploffingen waren die van de Nariva en Irénée Du Pont en beëindigden hiermede hun lot. De Irénée Du Pont zonk in positie 51°05’ N. en 33°55’ W. en de Nariva in positie 50°34’N. en 35°02’W., en werden beiden waargenomen door de U-91 in de middag en doorgemeld om 16.08 uur in een radiobericht naar het Duitse Oppercommando.
HMS Mansfield (G 76) (LtCdr L.C. Hill OBE) en HMS Anemone (K 48) ( LtCdr P.G.A. King) hadden geprobeerd om de Nariva, met kapitein Bernard Cyril Dodds als gezagvoerder, met kanonvuur te kelderen nadat het korvet de kapitein en 86 bemanningsleden en zeven artilleristen oppikten. Bij deze scheepsramp vielen gelukkig geen slachtoffers onder de 94-koppige bemanning.